# Isenburg (Hattingen)
De Isenburg, ook wel naar de bergrug waarop hij ligt Burcht Isenberg (Duits: Burg Isenberg) genoemd, is een burchtruïne in de Duitse plaats Hattingen, die van 1194 tot 1199 gebouwd en al in 1225 verwoest werd.

## Geschiedenis
In 1194 begon Arnold van Altena-Isenberg met het bouwen van een burcht aan de Ruhr. Zijn zoon Frederik van Altena-Isenberg nam in 1216 intrek in het kasteel. Hij kwam in conflict met zijn oom Engelbert II van Berg, de aartsbisschop van Keulen. In 1225 werd Engelbert bij een overval, waaraan Frederik had deelgenomen, gedood. Daarop werd het bezit van Frederik verbeurd verklaard en de Isenburg door Keulse troepen gesloopt. Frederik zelf werd een jaar later gevangen genomen en stierf op het rad. Zijn tegenstanders, waaronder Adolf I van der Mark, die op zichtafstand van de Isenburg de Burcht Blankenstein liet bouwen, zorgden ervoor dat de Isenburg nooit meer werd herbouwd.
Frederiks zoon Diederik I van Limburg bouwde, in een vergeefse poging het bezit van zijn vader terug te krijgen, bij Essen de Neue Isenburg.

## Beschrijving
De burcht, die op een 100 m boven de Ruhr uitstekende bergrug lag, was 245 m lang en ongeveer 50 m breed. Ze bestond uit twee ongeveer even grote delen: aan de rivierkant in het noorden de voorburcht en aan de bergkant de hoofdburcht, die door een poort met elkaar verbonden waren en beide door een muur werden beschermd. Pleisterresten aan de noordkant verraden dat het kasteel oorspronkelijk geheel wit was.
In de voorburcht bevonden zich enkele gebouwen, waaronder de toegangspoort en twee ovens die voor het bewerken van ijzer werden gebruikt. De gebouwen beschikten gedeeltelijk over een kelder.
Als men door de verbindingspoort de hoofdburcht binnenging, betrad men een aan drie zijden omsloten binnenhof. Het gebouw in het westen had waarschijnlijk vooral een economische functie, terwijl het gebouw in het oosten duidelijk nobeler was gebouwd en waarschijnlijk onder andere een kapel bevatte. Het grootste gebouw in de hoofdburcht was de halfronde hoofdtoren in het zuiden, die 20 m breed en wellicht 50 m hoog was.
Aan de zuidkant werd de burcht beschermd door een brede gracht.

## Huidige toestand
Van het grootste deel van de burcht bleven alleen de fundamenten behouden, hoewel plaatselijk muren tot 7 m hoogte bleven staan. Door steengroeven op de bergrug en het systematische gebruik van de ruïne als bron voor bouwmateriaal in de negentiende eeuw, is ongeveer een derde van het oorspronkelijke terrein verloren gegaan.
In 1858 liet de architect Max Joseph Custodis op de fundamenten van het toen nog niet opgegraven hoofdgebouw een zomerhuis bouwen, het Landhuis Custodis, dat tegenwoordig een museum over de Isenburg huisvest.
Ten zuiden van de Isenburg werd in de jaren 30 van de twintigste eeuw een openluchttheater aangelegd.